# Llengua de bou (desambiguació)
Les llengües de bou són bolets d'agulles carnosos, fràgils, amb la superfície del barret llisa, irregular, de color blanc a beix pàl·lid o ataronjat, i de revers amb espines o agulletes del color del barret o més pàl·lides i que es desprenen quan les freguem amb els dits
Són bolets terrícoles i micorrízics o bé sapròfits i lignícoles

## Exemples més corrents
Entre les llengües de bou més corrents:
- Hydnum repandum, llengua de bou
- Hydnum repandum var. album, llengua de bou esblanqueïda
- Hydnum rufescens, llengua de bou rogenca
- Hydnum pallidum, llengua de bou blanca
- Hydnum albidum, llengua de bou blanca americana
- Hydnum ellipsosporum, llengua de bou esvelta
- Hydnum umbilicatum, llengua de bou de melic
- Sistotrema confluens, llengua de bou de ventall
- Hydnum vesterholtii, llengua de bou ocràcia
- Hydnum ovoideisporum, llengua de bou petita
- Hydnum magnorufescens,[5] llengua de bou gran